# Lytta reticulata
Lytta reticulata är en skalbaggsart som beskrevs av Thomas Say 1824. Lytta reticulata ingår i släktet Lytta och familjen oljebaggar. Inga underarter finns listade i Catalogue of Life.